# Piste des Chaouanons

Statues à Dallas commémorant les convois de bétail le long de la piste des Chaouanons.

La piste des Chaouanons ou piste des Shawnees, également dénommée Texas Road, était une route importante pour le commerce et l'immigration à travers le Texas, le Territoire indien de l'Oklahoma, le Kansas et le Missouri au XIXe siècle. C'était la première piste d'acheminement du bétail texan, du sud au nord. Établie pendant la guerre américano-mexicaine, elle est demeurée une route importante à travers le Territoire indien, jusqu'à ce que l'Oklahoma devienne un État.